# Балицький Костянтин Петрович
Костянтин Петрович Балицький (4 червня 1924, Київ — 27 грудня 1995) — український онколог, доктор медичних наук (з 1963 року), професор (з 1965 року). Лауреат Державної премії УРСР в галузі науки і техніки (за 1981 рік).

## Біографія
Народився 4 червня 1924 року. В 1946 році закінчив Київський медичний інститут. Член КПРС з 1962 року. З 1970 року — завідувач лабораторією захистно-регуляторних механізмів при канцерогенезі в Інституті проблем онкології АН УРСР.

Могила Костянтина Балицького

Помер 27 грудня 1995 року. Похований в Києві на Байковому кладовищі.

## Наукова діяльність
Основний напрям праць — вивчення взаємодії організму і пухлин на рівні нейрогуморальної регуляції і становлення протипухлинного захисту, розвиток і впровадження в практику нових методів діагностики і лікування злоякісних пухлин.